# Теорема Кёнига (механика)
Теоре́ма Кёнига позволяет выразить полную кинетическую энергию механической системы через энергию движения центра масс и энергию движения относительно центра масс. Сформулирована и доказана И. С. Кёнигом в 1751 г.

## Формулировка
Кинетическая энергия механической системы есть энергия движения центра масс плюс энергия движения относительно центра масс:
{\displaystyle {T\;=\;T_{0}+T_{r}}\;,}
где {\displaystyle T} — полная кинетическая энергия системы, {\displaystyle T_{0}} — кинетическая энергия движения центра масс, {\displaystyle T_{r}} — относительная кинетическая энергия системы.
Иными словами, полная кинетическая энергия тела или системы тел в сложном движении равна сумме энергии системы в поступательном движении и энергии системы в её движении относительно центра масс.
Более точная формулировка:

Кинетическая энергия системы материальных точек равна сумме кинетической энергии всей массы системы, мысленно сосредоточенной в её центре масс и движущейся вместе с ним, и кинетической энергии той же системы в её относительном движении по отношению к поступательно движущейся системе координат с началом в центре масс.

## Вывод
Приведём доказательство теоремы Кёнига для случая, когда массы тел, образующих механическую систему {\displaystyle S},  распределены непрерывно.
Найдём относительную кинетическую энергию {\displaystyle T_{r}} системы {\displaystyle S},  трактуя её как кинетическую энергию, вычисленную относительно подвижной системы координат. Пусть {\displaystyle {\vec {\rho }}} — радиус-вектор рассматриваемой точки системы {\displaystyle S}  в подвижной системе координат. Тогда:
{\displaystyle T_{r}\;=\;{\frac {1}{2}}\int {\frac {{\rm {d}}{\vec {\rho }}}{{\rm {d}}t}}\cdot {\frac {{\rm {d}}{\vec {\rho }}}{{\rm {d}}t}}\,{\rm {d}}m\;,}
где точкой обозначено скалярное произведение, а интегрирование ведётся по области пространства, занимаемой системой в текущий момент времени.
Если {\displaystyle {\vec {r}}_{0}} — радиус-вектор начала координат подвижной системы, а {\displaystyle {\vec {r}}} — радиус-вектор рассматриваемой точки системы {\displaystyle S}  в исходной системе координат, то верно соотношение:
{\displaystyle {\vec {r}}\;=\;{\vec {r}}_{0}+{\vec {\rho }}\;.}
Вычислим полную кинетическую энергию системы в случае, когда начало координат подвижной системы помещено в её центр масс. С учётом предыдущего соотношения имеем:
{\displaystyle T\;=\;{\frac {1}{2}}\int {\frac {{\rm {d}}{\vec {r}}}{{\rm {d}}t}}\cdot {\frac {{\rm {d}}{\vec {r}}}{{\rm {d}}t}}\,{\rm {d}}m\;=\;{\frac {1}{2}}\int \left({\frac {{\rm {d}}{\vec {r}}_{o}}{{\rm {d}}t}}+{\frac {{\rm {d}}{\vec {\rho }}}{{\rm {d}}t}}\right)\cdot \left({\frac {{\rm {d}}{\vec {r}}_{o}}{{\rm {d}}t}}+{\frac {{\rm {d}}{\vec {\rho }}}{{\rm {d}}t}}\right)\,{\rm {d}}m\;.}
Учитывая, что радиус-вектор {\displaystyle {\vec {r}}_{0}} одинаков для всех {\displaystyle {\rm {d}}m}, можно, раскрыв скобки, вынести {\displaystyle {\frac {{\rm {d}}{\vec {r}}_{0}}{{\rm {d}}t}}} за знак интеграла:
{\displaystyle T\;=\;{\frac {1}{2}}{\frac {{\rm {d}}{\vec {r}}_{0}}{{\rm {d}}t}}\cdot {\frac {{\rm {d}}{\vec {r}}_{0}}{{\rm {d}}t}}\int \,{\rm {d}}m\,\,+\,\,{\frac {{\rm {d}}{\vec {r}}_{0}}{{\rm {d}}t}}\cdot \int {\frac {{\rm {d}}{\vec {\rho }}}{{\rm {d}}t}}\,{\rm {d}}m\,\,+\,\,{\frac {1}{2}}\int {\frac {{\rm {d}}{\vec {\rho }}}{{\rm {d}}t}}\cdot {\frac {{\rm {d}}{\vec {\rho }}}{{\rm {d}}t}}\,{\rm {d}}m\;.}
Первое слагаемое в правой части этой формулы (совпадающее с кинетической энергией материальной точки, которая помещена в начало координат подвижной системы и имеет массу, равную массе механической системы) может интерпретироваться как кинетическая энергия движения центра масс.
Второе слагаемое равно нулю, поскольку второй сомножитель в нём равен импульсу системы относительно центра масс, который равен нулю.
Третье же слагаемое, как было уже показано, равно {\displaystyle T_{r}}, то есть относительной кинетической энергии системы {\displaystyle S}.